# OT Большого Пса
OT Большого Пса (лат. OT Canis Majoris) — одиночная переменная звезда в созвездии Большого Пса на расстоянии (вычисленном из значения параллакса) приблизительно 11925 световых лет (около 3656 парсеков) от Солнца. Видимая звёздная величина звезды — от +15,5m до +10,4m.

## Характеристики
OT Большого Пса — красная пульсирующая переменная звезда, мирида (M) спектрального класса M7. Эффективная температура — около 3600 К.